# مارمولک تمساحی جنوبی
مارمولک تمساحی جنوبی (نام علمی: Elgaria multicarinata) نام یک گونه از تیره انگوئید است.